# Urząd Hüttener Berge
Urząd Hüttener Berge (niem. Amt Hüttener Berge) – urząd w Niemczech w kraju związkowym Szlezwik-Holsztyn, w powiecie Rendsburg-Eckernförde. Siedziba urzędu znajduje się w miejscowości Groß Wittensee.
W skład urzędu wchodzi 14 gmin:
1. Ahlefeld-Bistensee
2. Ascheffel
3. Borgstedt
4. Brekendorf
5. Bünsdorf
6. Damendorf
7. Groß Wittensee
8. Haby
9. Holtsee
10. Holzbunge
11. Hütten
12. Klein Wittensee
13. Neu Duvenstedt
14. Osterby
15. Owschlag
16. Sehestedt